# Sunnemo landskommun
Sunnemo landskommun var en tidigare kommun i Värmlands län.

## Administrativ historik
Kommunen inrättades i Sunnemo socken i Älvdals härad i Värmland när 1862 års kommunalförordningar trädde i kraft den 1 januari 1863.
Vid kommunreformen 1952 uppgick den i Norra Råda landskommun som 1974 uppgick i Hagfors kommun.

## Politik

### Mandatfördelning i Sunnemo landskommun 1938-1946
| 7 | 11 | 2 |

| 18 |

| 6 | 13 | 1 |

| 18 |

| 7 | 10 | 2 | 1 |

| 18 |